# 裏海七鰓鰻
裏海七鰓鰻（學名：Caspiomyzon wagneri），為圓口綱七鰓鰻目七鰓鰻科裏海七鰓鰻屬的一種，分布於裏海半鹹水流域，深度1至22公尺，本魚無下頜，但嘴周圍有一個圓形的口盤。它的內部有幾排向後輻射的細小牙齒。眼睛附近有一個鼻孔，沒有鰓蓋，七個鰓孔位於頭部後方可見，沒有鱗片，也沒有成對的鰭，但有兩個細長的背鰭，其中最末端的背鰭幾乎與小尾鰭相連，軀幹肌節63-66，成魚口上板，一顆單尖牙，口下板，4-6顆牙齒，第一排前牙，3顆單尖牙，每側有8排外側肌；第一排後牙，11顆單尖牙，成魚軟顎觸手3條，長且帶有乳突，繁殖期前成魚的體色為背部和側面深灰色，腹部為銀白色，繁殖期成魚背部和側面為黑色，腹部為灰色，有深色橢圓形斑點，尾鰭形鏟狀，體長可達55.3公分，壽命可達6年，棲息在沙石底質水域，非寄生型七鰓鰻，以矽藻與有機碎屑為食，會進行季節性洄游，產卵時間為3月中旬至7月中旬，產卵地點為沙質和岩石基質，水溫為 15-23 ˚C。